# Noyarey
Noyarey este o comună în departamentul Isère din sud-estul Franței. În 2009 avea o populație de 1.207 de locuitori.

## Evoluția populației
| An        | 1975 | 1982 | 1990  | 1999  | 2006  | 2009  |
| --------- | ---- | ---- | ----- | ----- | ----- | ----- |
| Populație | 273  | 928  | 1.297 | 1.203 | 1.214 | 1.207 |